# Mauesia cornuta
Mauesia cornuta là một loài bọ cánh cứng trong họ Cerambycidae.